# Откраднатият диамант
„Откраднатият диамант“, преведен на български и като „Кралският диамант“ (на английски: The Adventure of the Mazarin Stone) е разказ на писателя Артър Конан Дойл за известния детектив Шерлок Холмс. Включен е в сборника с разкази „Архив на Шерлок Холмс“ (The Case-Book of Sherlock Holmes) публикуван през 1927 г.

## Сюжет
Внимание:  Текстът по-долу разкрива сюжета на произведението (или части от него)!
По време на поредното си посещение при Холмс, Уотсън научава, че известният детектив е зает да разследва похищението на жълтия Кралски диамант „Мазарин“ по поръчка на министър-председателя, министъра на вътрешните работи и лорд Кантълмиър. Холмс казва на Уотсън, че знае името на похитителя и това е граф Негрето Силвиус, който заедно със своя съучастник Сам Мъртън скоро ще дойде на „Бейкър стрийт“. Предрешен, Холмс е следил графа и знае, че той се готви да го убие и за целта е поръчал безшумна въздушна пушка. Затова като примамка в близост до нишите на прозорците, зад завесата, в кресло е сложен да седи восъчен манекен, изглеждащ като Холмс. Холмс изпраща Уотсън да отиде веднага в полицията и в същото време в апартамента пристига граф Силвиус.
По време на разговора, Холмс показва на граф Силвиус, че разполага с доказателства за предходни престъпления, както и за кражбата на диаманта и му предлага, като смекчаване на вината, да върне откраднатия скъпоценен камък. Холмс кани в къщата Сам Мъртън, който изчаква графа на улицата и предлага на съучастниците да обсъдят предложението му за доброволно предаване. След това Холмс влиза в спалнята си и започва да свири на цигулка, като дава на престъпниците 5 минути за размисъл. Силвиус и Мъртън решават да не върнат камъка на Холмс, а да го заблудят, че камъкът се намира в Ливърпул и докато детективът е зает да го търси, да избягат с нарязания диамант в чужбина. Докато се уговарят, Силвиус споделя, че от съображение за сигурност, носи със себе си камъка и Мертън пожелава да го види. Когато графът вади от джоба си откраднатия диамант, Холмс, който незабелязано е заел мястото на своя манекен, изтръгва скъпоценния камък, насочва револвера си към престъпниците и ги призовава да не се съпротивляват, тъй като полицията е на вратата. Силвиус и Мъртън са зашеметени, защото през цялото време са чували музиката в спалнята. Холмс обяснява, че е използвал за тази цел грамофон.
След като полицията арестува престъпниците и ги отвежда, в къщата влиза лорд Кантълмиър, който изразява недоверие в компетентността на детектива. Холмс със сериозен вид предлага да бъде арестуван лорда, защото диамантът е у него. Ядосан, лордът понечва да напусне, но детективът го приканва да провери десния джоб на палтото си и той смаян намира скъпоценния диамант, който ловкият Холмс е пуснал там незабелязано, за да се пошегува. Лордът е впечатлен и изказва на великия детектив своето безрезервно уважение и възхищение.

## Интересни факти
Разказът, публикуван за първи път през октомври 1921 г. в списанието „Странд“ (The Strand Magazine), е преработка на пиесата за Шерлок Холмс „Диамантът на короната“, която за първи път се играе през май същата година (смята се, че самата пиеса, на свой ред, е адаптация на по-ранния разказ „Празната къща“, където един от основните елементи на историята също така е восъчната фигура на Холмс). Разказът е необичаен с това, че е предаден в трето лице, като в ролята на разказвача не е Уотсън, както обикновено.